# Desmatoneura turkmenica
Desmatoneura turkmenica är en tvåvingeart som beskrevs av Zaitzev 2002. Desmatoneura turkmenica ingår i släktet Desmatoneura och familjen svävflugor.
Artens utbredningsområde är Turkmenistan. Inga underarter finns listade i Catalogue of Life.